# 村上マヨネーズのツッコませて頂きます!
『村上マヨネーズのツッコませて頂きます!』（むらかみマヨネーズのツッコませていただきます!）は、関西テレビで2013年10月21日から2021年9月27日まで毎週月曜日 0:30 - 1:00（日曜深夜、JST。以下略）に放送されていたバラエティ番組。村上信五（関ジャニ∞）とブラックマヨネーズ（小杉竜一・吉田敬）の冠番組である。レギュラー放送終了後は、不定期の特別番組として放送している。

## 概要
関ジャニ∞の村上信五とブラックマヨネーズ（小杉竜一・吉田敬）の3人が男を磨くため、世の様々な事にツッコんでいくという番組構成。
2013年12月29日（日曜日）23:50 - 翌0:45（JST）に、番組初の特番『村上マヨネーズのツッコませて頂きます! 美女vsブ女理想のラブラブシーン 女の妄想SP』が放送された。以降、不定期で特番を放送している。詳細は本項「#特番放送」を参照。
2014年12月22日（月曜日）0:40 - 2:30（JST）に、番組初の2時間スペシャル『村上マヨネーズのツッコませて頂きます! 特別企画 クリスマスまでに絶対恋人作ったんねんSP』が放送された。
2015年1月3日（土曜日）14:30 - 16:00（JST）に、番組初の全国ネット特番『村上マヨネーズのツッコませて頂きます! 全国ネットだよ!新春90分SP』がフジテレビ系列で放送された。
2021年9月27日の放送をもってレギュラー放送を終了した。
レギュラー放送終了翌週の同年10月4日（月曜日）22:30 - 23:24（JST）に、全国ネット特番『村上マヨネーズのツッコませて頂きます! イマ旬芸能人ウソ発見器でホンネ丸裸SP』が放送された。以降、不定期の特別番組として放送している。

## 出演者

### MC
- 村上信五（関ジャニ∞）
- ブラックマヨネーズ（小杉竜一・吉田敬）

### ゲスト
- 「美女」「ブ女」の女性タレントいずれか1人[注 2]

### アシスタント
- なんでやねんガールズ（2014年4月27日 - ）[8]
  - 川辺優紀子・國保美貴・小林麗菜・清家麻里奈・瀧山あかね・渕上彩夏

## 特番放送
| 回                                  | 放送年                              | 放送日                              | 放送時間                            | 放送地域                            | タイトル                                                                              | 備考                                |
| レギュラー放送中（2013年 - 2021年） | レギュラー放送中（2013年 - 2021年） | レギュラー放送中（2013年 - 2021年） | レギュラー放送中（2013年 - 2021年） | レギュラー放送中（2013年 - 2021年） | レギュラー放送中（2013年 - 2021年）                                                   | レギュラー放送中（2013年 - 2021年） |
| ----------------------------------- | ----------------------------------- | ----------------------------------- | ----------------------------------- | ----------------------------------- | ------------------------------------------------------------------------------------- | ----------------------------------- |
| 1                                   | 2013年                              | 12月29日(日)                        | 23:50 - 翌0:45                      | 関西                                | 村上マヨネーズのツッコませて頂きます! 美女vsブ女理想のラブラブシーン 女の妄想SP       | [ 注 3 ]                            |
| 2                                   | 2014年                              | 5月4日(月)                          | 0:40 - 2:10                         | 関西                                | 村上マヨネーズのツッコませて頂きます! GWだよ!90分SP                                   |                                     |
| 3                                   | 2014年                              | 12月22日(月)                        | 0:40 - 2:30                         | 関西                                | 村上マヨネーズのツッコませて頂きます! 特別企画 クリスマスまでに絶対恋人作ったんねんSP | [ 注 4 ]                            |
| 4                                   | 2015年                              | 1月3日(土)                          | 14:30 - 16:00                       | 全国                                | 村上マヨネーズのツッコませて頂きます! 全国ネットだよ!新春90分SP                       | [ 注 5 ]                            |
| 5                                   | 2015年                              | 10月2日(金)                         | 23:30 - 翌0:13                      | 全国                                | 村上マヨネーズのツッコませて頂きます! 秋の夜長に女のグチぜんぶ解決します!SP           |                                     |
| 6                                   | 2015年                              | 12月29日(火)                        | 23:25 - 翌0:15                      | 全国                                | 村上マヨネーズのツッコませて頂きます! 今年のグチは今年のうちに!キッチリ解決しますSP   |                                     |
| 7                                   | 2016年                              | 8月15日(月)                         | 0:40 - 1:40                         | 関西                                | 村上マヨネーズのツッコませて頂きます! 夏の1時間SP                                     |                                     |
| 8                                   | 2016年                              | 12月27日(火)                        | 23:00 - 23:55                       | 全国                                | 村上マヨネーズのツッコませて頂きます! アタリ企画で勝負かけたるでSP!                   |                                     |
| 9                                   | 2017年                              | 8月20日(月)                         | 0:30 - 1:30                         | 関西                                | 村上マヨネーズのツッコませて頂きます! 真夏の1時間SP                                   |                                     |
| 10                                  | 2018年                              | 1月3日(水)                          | 14:30 - 16:00                       | 全国                                | 関ジャニ∞村上とブラマヨがおもてなしさせて頂きます!                                    |                                     |
| 11                                  | 2018年                              | 8月19日(月)                         | 0:30 - 1:30                         | 関西                                | 村上マヨネーズのツッコませて頂きます! 沖縄のビーチでウソを暴く1時間SP                 |                                     |
| 12                                  | 2019年                              | 3月17日(月)                         | 0:30 - 1:30                         | 関西                                | 村上マヨネーズのツッコませて頂きます! 春の美女部屋一斉大捜索SP                        |                                     |
| レギュラー放送終了後（2021年 - ）   |                                     |                                     |                                     |                                     |                                                                                       |                                     |
| 13                                  | 2021年                              | 10月4日(月)                         | 22:30 - 23:24                       | 全国                                | 村上マヨネーズのツッコませて頂きます! イマ旬芸能人ウソ発見器でホンネ丸裸SP            | [ 注 6 ]                            |
| 14                                  | 2022年                              | 4月11日(月)                         | 22:30 - 23:24                       | 全国                                | 村上マヨネーズの豪華俳優陣にツッコませて頂きます!                                     |                                     |

## スタッフ
- ナレーション：阪井あかね
- 構成：やまだともカズ、山形遼介、カツオ、木村タカヒロ
- 美術：森健彦
- デザイン：竹中健
- 美術進行：山口武治
- 大道具：木村敬
- 操作：桜井和則
- アクリル装飾：石橋誉礼
- メイク：山田かつら
- 電飾：中みつ子
- TD：大嶋徹
- SW：伴野匡
- CAM：堀田香菜美
- VE：浅野喬
- 音声：伊藤裕樹
- 照明：真壁弘
- CG：キャニットG
- 音効：小平英司
- TK：石塚由紀子
- 編集：花城卓恭
- MA：安河内隆文
- 美術協力：フジアール
- 技術協力：共同テレビジョン、共立ライティング
- リサーチ：犬山智香子（パンドラ）
- 編成：細川陽子
- 宣伝：春田享子、石田彩香
- AD：河原悠樹、樫森咲穂、清水麻未【週替り】／小野剣慎、八木あかね、眞鍋秀平、相場萌
- AP：辻本麻莉【毎週】、黒崎健一【週替り】
- ディレクター：北島清次、岡山薫、近藤翔太【週替り】／寺尾康佑、今井雄大、萬俊之、木村亮
- 演出：卜部一哉
- プロデューサー：三方祐人（2021年8月8日 - ）/ 髙松明央（以前は週替りP）、済本明里、國玉譲治、今村奈津紀（今村→2019年12月1日 - ）、神山友和（神山→2019年11月3日 - ）
- 制作協力：octagon group、TAIGA PRO（大河プロダクション）、WHOLE MAN、Laughing Out Loud（Laughing→2019年11月3日 - ）
- 制作著作：関西テレビ

### 過去のスタッフ
- 構成：野口勉
- 美術進行：林政之
- 電飾：今井歩
- アクリル装飾：萬田光菜、長谷川梨菜
- SW：村野哲也、磯前裕之（以前はCAM）
- VE：小野寺毅
- 音声：松尾浩司、井崎祐太
- 照明：鈴木道隆、大矢晃
- 音効：高田智彰
- 編集：ヌーベルアージュ 斉藤良太、加藤裕也（週替り）
- 協力：Girls monitor
- 編成：東田元、小川悦司、野村亙
- 宣伝：豊増雄、北村友香理、阿久津奈美、川上翔子、金井智子
- AD：早坂友久、高山倖典、吉新崇、楠本雄一朗、鈴木寛人、澤畑瑠美、鈴木亜実、池田葵
- AP：東山剛、見留晴絵、笹野健太郎
- ディレクター：丸山剛、大野寿之、中西正太、鈴木大介、山下謙、河野拓馬、土井功輔、中村いずみ、市川豊、茂野悠介、小宮弘之、吉見正明、大丸剛司、平賀知博、田島優、寺下洋平、伊豆原聡
- チーフディレクター：岡本圭太、竹本聡志、広瀬陽一、平岩憲和（平岩→以前は週替りP兼務）、戸田悠貴（週替り、一部はディレクターの担当回あり）、豊嶋隆一、武井陽介
- プロデューサー：近藤兵衛、長野聡（長野→2016年10月23日 - 2019年8月11日、以前はAP）、川村徹也（川村→2019年8月18日 - 2021年8月1日）/ たぐちゆたか、成子美里、若松雅也、白鳥秀明、鈴木佐江子（鈴木→以前は、AP）、竹本聡志、馬場哉（竹本・馬場→以前は週替りP）、小野元照、加藤信
- チーフプロデューサー：杉浦史明、南知宏（南→2016年10月23日 - 2017年12月17日、以前はプロデューサー）
- 制作協力：いまじん（2015年3月まで）、メディアプルポ、ピコパンチ、Devotion.inc、VERMUDA

## ネット局
| 放送対象地域   | 放送局                    | 系列                          | 放送日時                                      | 放送開始日     | 遅れ       |
| -------------- | ------------------------- | ----------------------------- | --------------------------------------------- | -------------- | ---------- |
| 近畿広域圏     | 関西テレビ（KTV）         | フジテレビ系列                | 月曜 0:30 - 1:00（日曜深夜）                  | 2013年10月21日 | 制作局     |
| 北海道         | 北海道文化放送（UHB）     | フジテレビ系列                | 水曜 1:25 - 1:55（火曜深夜）                  | 2013年11月12日 | 遅れネット |
| 岡山県・香川県 | 岡山放送（OHK）           | フジテレビ系列                | 土曜 1:30 - 2:05（金曜深夜）                  | 2013年11月16日 | 遅れネット |
| 中京広域圏     | 東海テレビ（THK）         | フジテレビ系列                | 木曜 0:25 - 0:55（水曜深夜） (1ヶ月と4日遅れ) | 2013年12月9日  | 遅れネット |
| 広島県         | テレビ新広島（tss）       | フジテレビ系列                | 金曜 0:25 - 0:55（木曜深夜）                  | 2014年1月11日  | 遅れネット |
| 高知県         | 高知さんさんテレビ（KSS） | フジテレビ系列                | 木曜 0:25 - 0:55（水曜深夜）                  | 2014年4月4日   | 遅れネット |
| 富山県         | 富山テレビ（BBT）         | フジテレビ系列                | 土曜 2:00 - 2:30（金曜深夜）                  | 2014年4月5日   | 遅れネット |
| 長野県         | 長野放送（NBS）           | フジテレビ系列                | 木曜 0:55 - 1:25（水曜深夜）                  | 2014年4月5日   | 遅れネット |
| 山形県         | さくらんぼテレビ（SAY）   | フジテレビ系列                | 日曜 1:05 - 1:35（土曜深夜）                  | 2014年4月6日   | 遅れネット |
| 島根県・鳥取県 | さんいん中央テレビ（TSK） | フジテレビ系列                | 日曜 1:05 - 1:35（土曜深夜）                  | 2014年4月6日   | 遅れネット |
| 長崎県         | テレビ長崎（KTN）         | フジテレビ系列                | 水曜 0:35 - 1:10（火曜深夜）                  | 2014年4月8日   | 遅れネット |
| 宮城県         | 仙台放送（OX）            | フジテレビ系列                | 水曜 0:55 - 1:25（火曜深夜）                  | 2014年4月9日   | 遅れネット |
| 静岡県         | テレビ静岡（SUT）         | フジテレビ系列                | 木曜 1:15 - 1:45（水曜深夜）                  | 2015年4月15日  | 遅れネット |
| 愛媛県         | テレビ愛媛（EBC）         | フジテレビ系列                | 土曜 1:00 - 1:30（金曜深夜）                  | 2014年10月4日  | 遅れネット |
| 秋田県         | 秋田テレビ（AKT）         | フジテレビ系列                | 木曜 0:25 - 0:55（水曜深夜）                  | 2014年10月23日 | 遅れネット |
| 熊本県         | テレビ熊本（TKU）         | フジテレビ系列                | 日曜 1:35 - 2:05（土曜深夜）                  | 2015年4月11日  | 遅れネット |
| 関東広域圏     | フジテレビ（CX）          | フジテレビ系列                | 木曜 1:25 - 1:55（水曜深夜）                  | 2015年4月18日  | 遅れネット |
| 大分県         | テレビ大分（TOS）         | 日本テレビ系列 フジテレビ系列 | 水曜 0:54 - 1:54（火曜深夜） （2本連続放送）  | 2015年6月24日  | 遅れネット |
| 新潟県         | NST新潟総合テレビ（NST）  | フジテレビ系列                | 火曜 1:25 - 1:55（月曜深夜）                  | 2015年11月10日 | 遅れネット |
| 青森県         | 青森朝日放送（ABA）       | テレビ朝日系列                | 木曜 0:15 - 0:45（水曜深夜）                  | 2016年2月11日  | 遅れネット |
| 山口県         | テレビ山口（tys）         | TBS系列                       | 土曜 1:55 - 2:25（金曜深夜）                  | 2019年7月6日   | 遅れネット |

### 過去のネット局
| 放送対象地域 | 放送局             | 系列                                         | 放送日時                     | 放送期間                       | 備考      |
| ------------ | ------------------ | -------------------------------------------- | ---------------------------- | ------------------------------ | --------- |
| 宮崎県       | テレビ宮崎（UMK）  | フジテレビ系列 日本テレビ系列 テレビ朝日系列 | 金曜 1:24 - 1:54（木曜深夜） | 2017年1月20日 - 2020年6月26日  |           |
| 岩手県       | 岩手めんこいテレビ | フジテレビ系列                               | 月曜 1:30 - 2:00（日曜深夜） | 2017年10月12日 - 2021年3月29日 | [ 注 20 ] |